# Archamia leai
Archamia leai és una espècie de peix pertanyent a la família dels apogònids.

## Descripció
- Pot arribar a fer 9 cm de llargària màxima.
- 8 espines i 9 radis tous a l'aleta dorsal i 2 espines i 12-14 radis tous a l'anal.[5][6]

## Hàbitat
És un peix marí, associat als esculls costaners i de clima tropical que viu entre 1-15 m de fondària.

## Distribució geogràfica
Es troba al Pacífic occidental: Nova Caledònia i Austràlia (incloent-hi l'illa Norfolk).

## Observacions
És inofensiu per als humans i de costums nocturns.